# Valrico
Valrico är en ort (CDP) i Hillsborough County, i delstaten Florida, USA. Enligt United States Census Bureau har orten en folkmängd på 35 545 invånare (2010) och en landarea på 35,8 km².

## Kända personer från Valrico
- Matthew Good, musiker